# Periploca sepium
Periploca sepium är en oleanderväxtart som beskrevs av Aleksandr Andrejevitj Bunge. Periploca sepium ingår i släktet Periploca och familjen oleanderväxter. Inga underarter finns listade i Catalogue of Life.